# Eichenbachermühle
Die Eichenbachermühle – alternativ Eichenbacher Mühle geschrieben – ist eine Mühle in Sembach. Sie steht unter Denkmalschutz und ist darüber hinaus als Wohnplatz ausgewiesen.

## Lage
Die Mühle befindet sich im äußersten Osten an der Gemeindegemarkung an der Grenze zu Neuhemsbach an der Landesstraße 393.  Unmittelbar westlich verläuft die Alsenztalbahn, an der sich südlich in Nachbarschaft der Mühle der Wohnplatz Bahnhof Neuhemsbach anschließt, der sich aus dem mittlerweile aufgelassenen, gleichnamigen Bahnhof entwickelte. Noch weiter westlich verlaufen die Alsenz und die Bundesstraße 48. Weiter südlich fließt der Hemsbach, der kurze Zeit später von rechts in die Alsenz mündet.

## Bauwerk
Bei der Mühle handelt es sich um eine Dreiflügelanlage, die aus der ersten Hälfte des 19. Jahrhunderts stammt.

## Geschichte
Die Mühle existiert seit mindestens der frühen Neuzeit. 1671 kam sie als Lehen der Kurpfalz an die Grafschaft Wartenberg. An der Mühle befand sich einst der Eichenbacher Woog, der das Wasserrad antrieb. Später erfolgte dies durch die nahe Alsenz. 1928 hatte die Mühle 20 Einwohner, die in zwei Wohngebäuden lebten.